# Cramfs
壓縮唯讀閃存檔案系統（compressed ROM file system簡稱cramfs）是一開放式的Linux檔案系統，目的是更简单更有效率。
cramfs是Linus Torvalds任職於全美達（Transmeta）時，所參與開發的檔案系統，cramfs目前以zlib方式壓縮，不须載入到RAM中，因此可以節省許多RAM的空間。
与传统压缩文件系统不同的是，可以直接使用cramfs映像，而无须先解压。出于这个原因，一些Linux发行版使用cramfs作为initrd映像（特别是Debian 3.1）与安装映像（特别是SUSE Linux），在一些对内存和映像大小有限制的地方。
在2013年，Linux的维护者还表明cramfs是过时的。